# Beda Fomm

Beda Fomm es un pequeño pueblo costero en el suroeste de Cirenaica, Libia. Localizado entre el puerto de Bengasi y el pueblo de El Agheila. Fue el punto culminante de la Operación Compass durante la Segunda Guerra Mundial.
El 5 de febrero de 1941, elementos de la Séptima División Armada Británica acorralaron y capturaron al Décimo Ejército Italiano. Este fue un duro golpe para Italia ya que se capturaron 130 mil efectivos militares en la operación.

## Segunda Guerra Mundial
A finales de enero de 1941, durante la Operación Compass, los británicos se enteraron de que los italianos estaban evacuando Cirenaica en Beda Fomm. La 7ª División Blindada fue enviada para interceptar al 10.º Ejército. A mitad de camino de su destino, era evidente que la división conjunta era demasiado lenta y Combeforce, una columna ligera fue enviada en la ruta directa a través del desierto. El 5 de febrero de 1941, Combeforce llegó para cortar los restos en retirada del 10.º Ejército. Al día siguiente, los italianos llegaron y atacaron pero no lograron romper el bloqueo. Los combates fueron muy reñidos y a menudo cuerpo a cuerpo; en un momento dado, un sargento mayor de regimiento capturó un tanque italiano golpeando al comandante en la cabeza con la culata de su rifle. El último ataque llegó el 7 de febrero, cuando 20 tanques italianos Fiat M13/40 rompieron el delgado cordón de fusileros y cañones antitanque, solo para ser detenidos por cañones de campo, a metros del cuartel general del regimiento. El oficial al mando de las fuerzas italianas era el general Giuseppe Tellera, que fue mortalmente herido y el teniente general Ferdinando Cona asumió el mando, solo para ser capturado por los británicos. Después de ese fracaso, con el resto de la 7ª Armada llegando y la 6ª División Australiana atacándolos desde Bengasi, los italianos se rindieron. Una versión ficticia de la batalla se puede encontrar en el cuento de C.S. Forester "Un Huevo para el Mayor", en la colección Oro de Creta (1941).